# 가뭄 지수
가뭄지수는 가뭄에 의해 누적된 영향을 나타내는 데 사용되는 계산치이다.

## 종류
- PDSI (Palmer Drought Severity Index; Palmer 1965)

강수량, 기온, 증발산량, 토양습기, 유출량 등을 종합하여 월별로 계산한 지수이다. 증발산량, 토양습기 유출량 등은 관측치를 확보하기가 어렵기 때문에 편법으로 계산한 경우가 아주 많다. 즉 관측하기 어려운 것은 추정해서 사용하며, 토양습기 유출량 등은 아예 사용하지 않고 계산한 경우도 많다. 따라서 같은 지점이라도 계산을 누가 했는지, 어느 기관에서 했는지에 따라 크게 차이가 난다. 기상청, 농진청, 수자원공사, 소방방재청 등 관련 기관에 보고되는 자료조차 서로 크게 다르다. 본래 월별 지수인데, 일별 또는 주별로 변형한 지수도 나타나고 있으나 변형과정에서의 무리한 가정에 대하여 자세하게 살핀 후가 아니면 믿으면 안된다. 가뭄이 약 1년의 기간동안에 누적된 강수량부족으로 발생한 경우에는 다소 이용도가 있으나 일년 보다 더 길거나 더 짧은 기간에 발생한 가뭄은 반영해 주지 못한다.
- SPI (Standardized Precipitation Index; McKee et al. 1993, 1995)

3, 6, 9, 12, 24 개월 동안 합산한 강수량이 평년치보다 얼마나 많은지 적은지를 계량화한 지수다. 3개월을 계산한 지수(spi-3)는 3개월 동안에 발생한 가뭄은 포착하나, 그 전부터 이어져 온 가뭄은 포착하지 못한다. 6,9, 12, 24 도 마찬가지이며, 4개월 동안 발생한 가뭄, 3년 이상 지속된 가뭄인 경우는 속수무책이 된다. 다섯가지 또는 수백 가지의 SPI중 어느쪽을 택해야 할지 결정할 방법이 없다는 치명적인 문제점이 있다. 따라서, 같은 가뭄 사례라 할지라도 연구자에 따라서 다른 가뭄 상태로 표현하기도 한다. 단순히 계산하기 쉽다는 이유로 많이 사용된다.
- EDI (Effective Drought Index; Byun and Wihite 1999)

다른 가뭄지수에 비하여 탁월한 몇가지 장점이 있다. 1. 가뭄기간을 먼저 결정하고 가뭄강도를 계산한다. 2, 강수량 만을 이용하기 때문에, 많은 관측자료가 이용된다. 3. 가뭄의 초래하는 물부족을, 강수량의 합산으로 계산하되, 시간함수를 적용한 INTENSIVE MEASURE 로 합산한다. 즉, 비가오고 난 다음, 유출된 량의 빼고 남은 물 만을 합하여 평년치와 비교하기 때문에, 단순 합산한 다른 지수보다 합리적이며 현실에 가깝다. 4. 가뭄지수들 중 유일하게 날짜별로 계산한다. 장기 가뭄도 단 하루의 강수로 해갈될 수 있기 때문에, 가뭄지수는 날짜별로 계산하여야 하나, 아직 월별로 계산하는 가뭄지수가 많다. 5. 물부족과 가뭄을 명백하게 구별한다는 점이 가장 큰 장점이다. 물부족은 단지 절대량의 부족을 말할 뿐, 가뭄은 그 날짜의 아노말리가 적음을 말한다. 가뭄강도는 EDI가, 물부족은 AWRI라는 보조 지수가 대변해 준다. 여기서 개발된 AWRI는 수자원의 월별, 일별, 시간별 집중 정도를 계량화 한 것이기 때문에,수자원 문제, 강수관련 재해문제 연구에 큰 영향을 미칠 것이다. 단점으로는 호우 뒤에 급히 발생한 가뭄인 경우 포착하지 못할 경우가 있다. 여름에 비가 많이 온 다음, 가을 겨울에 발생하는 가뭄도 포착하지 못할 경우가 생길 수도 있다. 강수량만을 측정할 경우, 가뭄 현황 모형에 온도의 영향을 직접적으로 통합하기 어렵다.